# فیلیپا سو
فیلیپا سو (انگلیسی: Phillipa Soo؛ زادهٔ ۳۱ مهٔ ۱۹۹۰) هنرپیشه، بازیگر تئاتر، و بازیگر تلویزیون اهل ایالات متحده آمریکا است. وی از سال ۲۰۱۲ میلادی تاکنون مشغول فعالیت بوده‌است.
از فیلم‌ها یا برنامه‌های تلویزیونی که وی در آن نقش داشته‌است می‌توان به همیلتون، اینجا و الان و یک عشق واقعی اشاره کرد.